# GSC7801-2170
GSC7801-2170 — хімічно пекулярна зоря спектрального класу A, що має видиму зоряну величину в смузі V приблизно  9,9.